# John C. Oxtoby
John Corning Oxtoby (* 14. September 1910 in Saginaw, Michigan; † 2. Januar 1991 in Haverford, Pennsylvania) war ein US-amerikanischer Mathematiker. Er war Professor an der University of California, Santa Barbara und befasste sich mit Maßtheorie und Ergodentheorie.

## Leben
Oxtoby studierte Mathematik und Physik an der  University of California, Berkeley und an der Harvard University, an der er 1936 bis 1939 Junior Fellow der Harvard Society of Fellows war (weshalb er auch nicht promovierte, da er dies als Junior Fellow nicht nötig hatte). Ab 1939 war er am Bryn Mawr College, an dem er 1954 eine volle Professur erhielt und 1948 bis 1976 der Mathematik-Fakultät vorstand. 1975 wurde er Class of 1897 Professor für Mathematik und 1979 ging er in den Ruhestand.
Er schrieb ein verbreitetes Lehrbuch der Maßtheorie. Er ist für den Satz von Oxtoby und Ulam bekannt. George David Birkhoff und Eberhard Hopf hatten vermutet, dass maßerhaltende Homöomorphismen von Mannigfaltigkeiten im Allgemeinen ergodisch sind. Das wurde von Oxtoby und  Stanisław Marcin Ulam Ende der 1930er Jahre bewiesen, als sie Junior Fellows in Harvard bei Marshall Harvey Stone waren.
Er war auch Gastwissenschaftler an der Yale University, Gastdozent am Haverford College und der University of Utah und Hedrick Lecturer der Mathematical Association of America. Er war einer der Herausgeber des Bulletin of the American Mathematical Society.
1978 erhielt er den Lindback Award for Distinguished Teaching der Lindback Foundation.

## Schriften
- Measure and Category, Springer Verlag 1971, 2. Auflage 1980
  - Deutsche Ausgabe: Maß und Kategorie, Springer 1971
- mit Ulam: Measure-preserving homeomorphisms and metrical transitivity, Annals of Mathematics, Band 42, 1941, S. 874–920.